# Władysławowo (rejon brasławski)
Władysławowo (biał. Уладзіславава) – część wsi Jodegale na Białorusi, w obwodzie witebskim, w rejonie brasławskim, w sielsowiecie Mieżany.

## Historia
W dwudziestoleciu międzywojennym kolonia leżała w Polsce, w województwie nowogródzkim (od 1926 w województwie wileńskim), w powiecie brasławskim, w gminie Dryświaty.
Według Powszechnego Spisu Ludności z 1921 roku ówczesny folwark zamieszkiwało 30 osób, wszystkie były wyznania staroobrzędowego. Jednocześnie 1 mieszkaniec zadeklarował polską przynależność narodową, a 29 białoruską. Było tu 6 budynków mieszkalnych. W 1931 zamieszkiwały tu 52 osoby w 11 budynkach.
Miejscowość należała do parafii rzymskokatolickiej i prawosławnej w Dryświatach. Podlegała pod Sąd Grodzki w m. Turmont i Okręgowy w Wilnie; właściwy urząd pocztowy mieścił się w Dyrświatach.